# Gordon Darcy Lilo

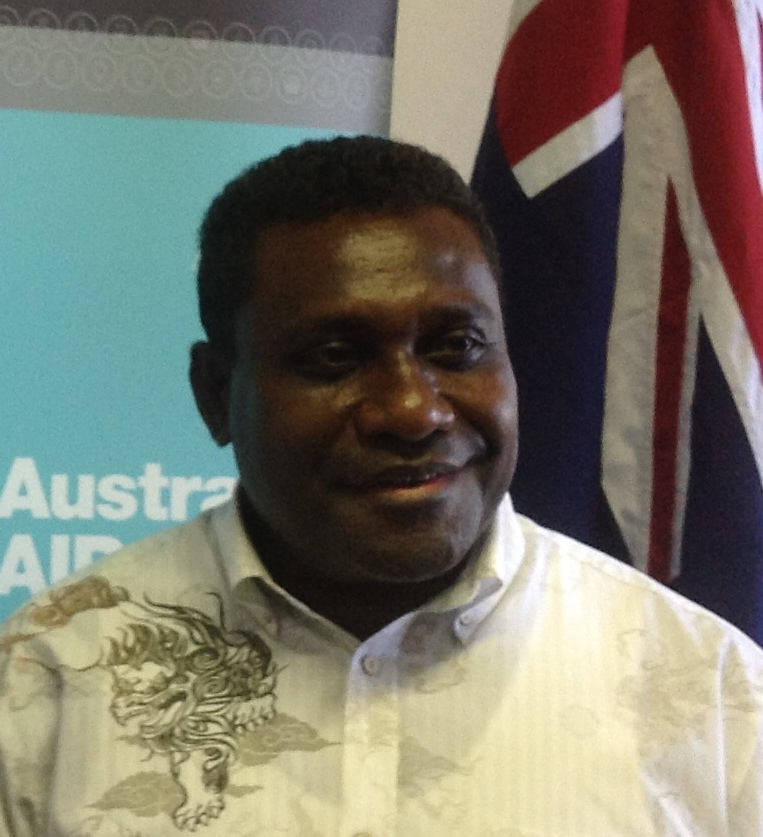
Gordon Darcy Lilo, 2013

Gordon Darcy Lilo (28 de agosto de 1965) es un político de Islas Salomón que ocupó el cargo de primer ministro de las Islas Salomón desde el 16 de noviembre de 2011 hasta el 9 de diciembre de 2014. Anteriormente fue ministro de finanzas y es diputado en el Parlamento Nacional de las Islas Salomón por la Coalición Nacional para la Reforma y el Progreso.

## Primer ministro
El anterior primer ministro, Danny Philip tuvo que dimitir acusado de administrar irregularmente las donaciones recibidas por parte de Taiwán. Gordon Lilo se impuso en la votación en el Parlamento para elegir un nuevo jefe de gobierno ante el líder de la oposición logrando 29 votos, muy por encima de sus rivales el anterior primer ministro Manasseh Sogavare y el opositor Milner Tozaka que lograron nueve votos cada uno. Los otros dos votos fueron para Samuel Manetoali. El nombramiento de Lilo fue confirmado por el gobernador general Frank Kabui.